# Niederfeulen
Niederfeulen (Luxemburgs: Nidderfelen) is een plaats in de gemeente Feulen en het kanton Diekirch in Luxemburg.
Niederfeulen telt 1094 inwoners (2001).
Feulenerhecken · Hirtzhof · Hubertushof · Niederfeulen · Oberfeulen

Luxemburgse gemeenten · Kanton Diekirch · Luxemburg